# Griffon

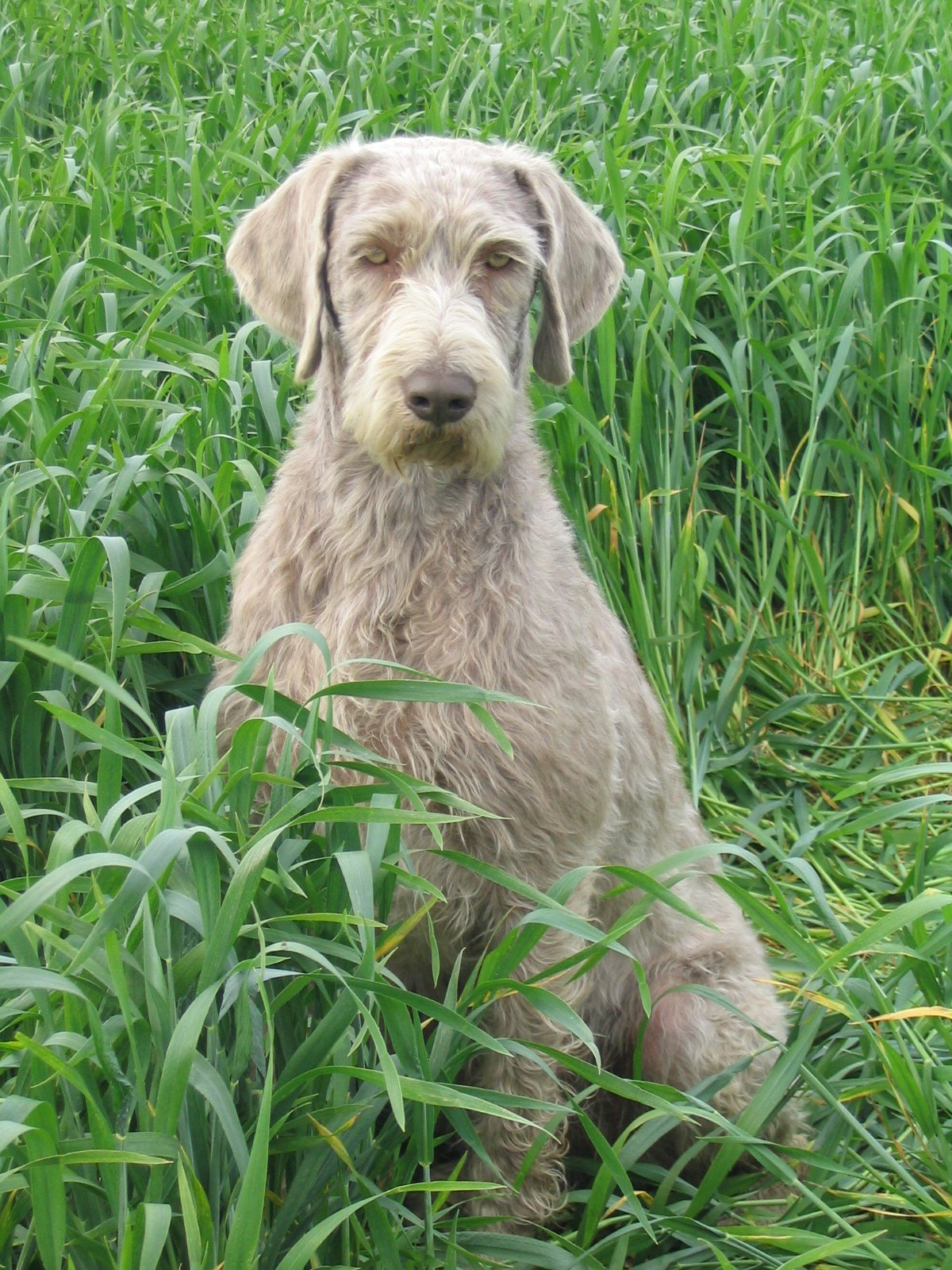
Egy griffontípusú vizslafajta, a ritka szlovák drótszőrű vizsla

A griffon elnevezés a kutyák két teljesen különböző csoportját jelöli:
- A vadászkutyáknak az a jellegzetes típusa, amelyek durva, vízhatlan tulajdonságú szőrzettel rendelkeznek. Ezek a kutyák lehetnek drótszőrűek és gyapjas szőrűek. Griffontípusú kutyák találhatók a kopók és a vizslák között is.
- A társasági kutyák közé tartozó belga ölebek.

## Griffontípusú vadászkutyák
- Kopók
  - Bretagne-i cserszínű griffon
  - Bretagne-i basset fauve
  - Gascogne-i griffon
  - Nivernais-i griffon
  - Vendée-i griffon grand
  - Vendée-i griffon briquet
  - Vendée-i griffon basset
- Vizslák
  - Cseh szálkásszőrű vizsla
  - Korthals-griffon
  - Drótszőrű magyar vizsla
  - Drótszőrű német vizsla
  - Gyapjasszőrű griffon vagy Boulet-griffon
  - Olasz griffon vagy drótszőrű olasz vizsla - a legősibb griffontípusú vadászkutya
  - Szlovák drótszőrű vizsla (ohar)

## Griffonnak nevezett ölebek
- Brüsszeli griffon
- Belga griffon
- Brabançon